# Локомотив (женский баскетбольный клуб, Москва)
«Локомотив» — советский женский баскетбольный клуб из Москвы.
Клуб был одним из сильнейших в СССР в 1930—1940-х годах. Команда участвовала в чемпионатах СССР с 1937 по 1940 год и с 1944 по 1954 год.
Среди достижений — пять серебряных медалей (1937, 1939, 1940, 1944 и 1949) и три бронзовые (1947, 1948 и 1950).
Кроме того, команда четырежды становилась победителем чемпионатов Всесоюзного центрального совета профессиональных союзов (1936, 1937, 1944 и 1950 годы).
После 1955 года «Локомотив» некоторое выступал втором дивизионе, после чего прекратил существование.
В разные годы за команду выступали Т. Агейкова, Е. Рябушкина, М. Козлова, М. Титова, В. Шарикова, Е. Киселева, М. Орахелашвили (Карасева), Н. Герасимова, Р. Маментьева (Ефимова), Л. Мусина, Е. Чикунаева, Т. Саввинова, Н. Урданг (Воропаева).
Тренерами команды являлись К. И. Травин и С. И. Беляев.

## Достижения
Чемпионат СССР по баскетболу среди женщин:
- Второе место: 1937, 1939, 1940, 1944, 1949
- Третье место: 1947, 1948, 1950